# چشمه شیرعلی
چشمه شیرعلی روستاییست کوچک در دهستان ارکوازی بخش چوار شهرستان ایلام.